# Cercocebus
Cercocebus är ett släkte i familjen markattartade apor med 7 arter som förekommer i Afrika.

## Kännetecken
Arterna i släktet har ungefär samma utseende som markattor men är större och smalare. Nosen är längre och huvudet känns mer ovalt. Pälsens grundfärg varierar mellan brun och grå och dessutom finns hos varje art kännetecknande mönster. Hannar har särskilt bra förmåga att utstöta höga läten. Dessa apor når en kroppslängd (huvud och bål) mellan 38 och 88 centimeter och därtill kommer en nästan lika lång svans. Vikten går upp till 20 kg men små individer väger bara 3 kg. När de sitter är de ungefär 35 till 40 cm höga. Arterna har kindpåsar för att transportera födan.

## Utbredning och habitat
Arter av Cercocebus lever i västra och centrala Afrika. Utbredningsområdet sträcker sig från Senegal till Kenya, södra Kongo-Kinshasa och södra Tanzania. Habitatet utgörs av skogar men är av olika varianter. De finns bland annat i regnskog, bergsskog, odlade regioner med träd och mangrove.

## Levnadssätt
Dessa primater är aktiva på dagen och vistas främst på marken.
De lever i grupper av 10 till 35 individer och som består av en till tre hannar och ett flertal honor med deras ungar. Varje grupp har ett revir och inkräktare hotas med höga skrik. Under sommaren när tillgången till föda är bra försvaras revirets gränser inte lika noga. De kommunicerar med olika kroppsställningar, till exempel genom att visa stjärten med uppåtriktat svans. Cercocebus överför budskap även med hjälp av olika läten, ansiktsuttryck och kroppslukten.
Födan utgörs huvudsakligen av frukter men de äter även frön, svampar och insekter samt andra smådjur.
Det är inte mycket känt om arternas sätt att fortplanta sig. Efter dräktigheten som varar i cirka 170 dagar föds vanligen ett ungdjur. Efter 5 till 7 år är ungarna könsmogna. Individer i fångenskap har uppnått så mycket som 27 års ålder. I vildmarken blir de sällan äldre än 20 år.

## Hot
Flertalet arter i släktet är på grund av sina jämförelsevis stora utbredningsområden och de mindre krav som de ställer på habitatet inte lika hotade som andra primater. Tre arter som lever i begränsade regioner listas av IUCN som starkt hotade (endangered). Det största hotet är förstöringen av levnadsområdet genom omvandling till odlingsmark eller annan urbanisering som etablering av dammbyggnader. Dessutom jagas dessa apor när de äter frukter från odlingsområden.

## Systematik
Tidigare räknades släktena Cercocebus, och Lophocebus samt arten höglandsmangab på grund av yttre likheter till en grupp med namnet mangaber men de är inte närmare släkt med varandra. I släktet Cercocebus skiljs mellan 6 arter:
- C. agilis lever i mellersta Afrika från Kamerun till Kongo-Kinshasa och har en grågrön päls.
- C. atys förekommer i västra Afrika från Senegal till Ghana.
- C. chrysogaster finns bara i Kongo-Kinshasa.
- C. galeritus är endemisk för ett mindre område vid floden Tana i Kenya, listas som starkt hotad.
- C. sanjei lever i bergsområdet Udzungwa i södra Tanzania, listas som starkt hotad.
- Cercocebus torquatus finns från Nigeria till Gabon.

Sedan 2010-talet godkänns ytterligare en art, Cercocebus lunulatus.